# Сысоева, Екатерина Алексеевна
Екатери́на Алексе́евна Сысо́ева (урождённая Альмендинген; 8 [20] октября 1829, Санкт-Петербург — 4 [16] декабря 1893, Санкт-Петербург) — российская писательница, переводчица, издатель, детский прозаик.

## Биография
Детство Екатерины Альмединген прошло в Твери и (после смерти матери, когда девочке было около трёх лет) у двоюродной тёти Софии Петровны Берковист (дочери доктора Петра Ивановича Берковича), жившей в имении Мирковых Тростниково в Курской губернии.
Затем она училась в Москве в Екатерининском институте, который окончила в 1846 году с золотой медалью. По окончании института вернулась к отцу в Тверь, в 1849 году вышла замуж за чиновника С. П. Сысоева (в будущем цензора), продолжала изучать иностранные языки, педагогику, музыку. С начала 1860-х годов стала заниматься переводами, которые частью помещались в приложениях к «Биржевым Ведомостям», частью же издавались в виде отдельных книг М. Вольфом. Значительную часть своего времени она отдавала благотворительности: принимала участие в обществе «Копейка», в различных спектаклях, концертах, литературных вечерах, устраиваемых с благотворительной целью.
В 1871 году Сысоева переехала в Петербург, чтобы в большей степени посвятить себя занятиям литературой. Она много переводила, приняла постоянное сотрудничество в «Деле», для которого по иностранным газетам и журналам составляла «корреспонденции из Парижа и Лондона», в «Военном Сборнике», где поместила ряд статей и заметок компилятивного характера по географии и этнографии, и в «Живописном Обозрении»; вела также некоторое время иностранный отдел в «Северном Вестнике». В 1880—1881 годах сотрудничала в «Семейных Вечерах» и в издававшемся короткое время «Журнале для Детей». В 1881 году Сысоева приобрела у M. K. Цебриковой журнал «Воспитание и Обучение», состоявший из отделов педагогического и детского. В течение 1881 года ею сделан был опыт расширения детского отдела, после чего она с 1882 года стала издавать детский журнал «Родник», в качестве же приложения «Воспитание и Обучение», где помещались с этого года только статьи педагогического характера. Участие в журнале приняли Н. И. Позняков, В. П. Авенариус, П. Ф. Каптерев, Д. Н. Кайгородов и другие); сама Сысоева работала много, переводила, компилировала, популяризировала, и журнал имел значительный успех. Однако с 1890 года, серьёзно больная после инсульта, она не могла уже посвящать много времени и сил своему любимому делу.
Из авторских сочинений Сысоевой наибольшею популярностью пользовалась «История маленькой девочки» (СПб., 1879), имеющая автобиографический характер (описывается период детства Сысоевой, когда она жила у своей тётки на Украине). Кроме того напечатала: «Очерки и рассказы для юношества» (СПб., 1877) и повесть «Актея» (1884), а также несколько биографических книг: «От бревенчатой хижины до Белого Дома, жизнь Дж. Гарфильда» (СПб., 1883—1885), «Жизнь и подвиги Иннокентия, проповедника Евангелия на Алеутских островах» (1887), «Жизнь Гарриет Бичер Стоу» (1892).
В переводах Сысоевой выходили роман Виктора Гюго «Девяносто третий год», повесть для детей Сесилии Джемисон «Леди Джейн», роман Ханса Кристиана Андерсена «Только скрипач», а также нехудожественные книги: «О звуковых ощущениях» Э. Маха, «Воспитание умственное, нравственное и физическое» Г. Спенсера, «Половой подбор» Ч. Дарвина, книги С. Смайльса «Томас Эдвард, неутомимый труженик» и «Бережливость» и многое другое. «Иногда Вы своевольничаете относительно оригинала, но Ваше своеволие поправляет его», — писал Сысоевой в 1875 году её редактор Г. Е. Благосветлов.
Племянник Екатерины Сысоевой — генерал-майор Алексей Николаевич Альмединген (1855—1908), начальник военно-судного отделения Главного артиллерийского управления, одновременно с военной карьерой также занимавшийся вопросами воспитания и литературы для детей: в 1881—1888 годах сотрудничал в журналах Сысоевой «Воспитание и обучение» и «Родник», с 1888 года издавал собственный журнал для учеников народных школ «Читальня народной школы». Его дети — основательница кафедры дошкольной педагогики в Российском государственном педагогическом университете имени А. И. Герцена (1925) Наталья Алексеевна Альмендинген-Тумим (1883—1943) и театральный художник Борис Алексеевич Альмендинген (1884—1960).